# Cromwell (Connecticut)
Cromwell es un pueblo ubicado en el condado de Middlesex en el estado estadounidense de Connecticut. En el año 2005 tenía una población de 13,594 habitantes y una densidad poblacional de 423 personas por km².

## Geografía
Cromwell se encuentra ubicada en las coordenadas 41°36′35″N 72°39′47″O / 41.60972, -72.66306,en el centro geográfico de Connecticut.

## Demografía
Según la Oficina del Censo en 2000 los ingresos medios por hogar en la localidad eran de $60,662 y los ingresos medios por familia eran $70,505. Los hombres tenían unos ingresos medios de $46,223 frente a los $36,218 para las mujeres. La renta per cápita para la localidad era de $29,786. Alrededor del 3.4% de la población estaban por debajo del umbral de pobreza.